# Nantes Atlantique Rink Hockey
El Nantes Atlantique Rink Hockey también conocido con la denominación abreviada de Nantes ARH, es un equipo francés de hockey sobre patines con sede en localidad de Nantes. Actualmente disputa la Nationale 1 Elite.

## Historia
El club fue fundado en 1991, tras la fusión de dos equipos de la ciudad con el objetivo de tener un equipo en la élite del hockey francés. El club fue evolucionando con el tiempo hasta llegar a proclamarse campeón de liga en la temporada 1994-95, único título del club hasta la fecha.
Su mejor participación en la Copa de Francia fue en la edición de 2016-17 donde llegó a la final en la que fue batido por el SCRA Saint-Omer por 5 a 2.
A nivel europeo sus mejores resultados fueron los octavos de final de las temporadas 1994-95 y 2005-06, en los que fue eliminado por el Paço de Arcos y La Vendéenne, respectivamente.

## Palmarés
- 1 Liga Nationale 1 Elite: 1995
- 1 Subcampeonato Liga Nationale 1 Elite: 1993
- 1 Liga Nationale 2: 2015
- 1 subcampeonato Liga Nationale 2: 2007
- 1 Liga Nationale 3: 2013
- 4 subcampeonatos Liga Nationale 3: 1993, 1994, 2006 y 2008